# Каштру-Верде (парафія)
Каштру-Верде (порт. Castro Verde; МФА: [ˈkaʃ.tɾu ˈveɾ.dɨ]) — парафія в Португалії, у муніципалітеті Каштру-Верде. Розташована в південній частині країни, на теренах історичної португальської провінції Алентежу. Входить до складу округу Бежа. За адміністративним поділом, чинним до 1976 року, терени парафії були складовою провінції Нижнє Алентежу. Належить до Безької діоцезії Католицької церкви. Патрон — Діва Марія. Площа — 299,5326 км². Населення — 5058 ос. (2011). Слабо урбанізований регіон. Густота населення — 16,89 осіб/км²
. Код — 020602.

## Населення
| Кількість мешканців | Кількість мешканців | Кількість мешканців | Кількість мешканців | Кількість мешканців | Кількість мешканців | Кількість мешканців | Кількість мешканців | Кількість мешканців | Кількість мешканців | Кількість мешканців | Кількість мешканців | Кількість мешканців | Кількість мешканців | Кількість мешканців |
| ------------------- | ------------------- | ------------------- | ------------------- | ------------------- | ------------------- | ------------------- | ------------------- | ------------------- | ------------------- | ------------------- | ------------------- | ------------------- | ------------------- | ------------------- |
| 1864                | 1878                | 1890                | 1900                | 1911                | 1920                | 1930                | 1940                | 1950                | 1960                | 1970                | 1981                | 1991                | 2001                | 2011                |
| 3 400               | 3 635               | 3 932               | 3 734               | 4 643               | 4 946               | 5 303               | 6 164               | 6 155               | 5 538               | 4 708               | 4 249               | 4 646               | 4 820               | 4 898               |